# 佐々木隆二
佐々木 隆二  （ささき りゅうじ、1940年  - ）は、日本の写真家。宮城県生まれ。

## 来歴
気仙沼市出身。 仙台市在住。東北と宮澤賢治をモチーフに撮影活動を続けている。「仙台文学館ニュース」の表紙や仙台市市民文化事業団発行の季刊「まちりょく」などの写真を担当するほか、「仙台クラシックフェスティバル」のボランティアカメラマンなど、被災地での音楽活動を多く撮影している。
2015年9月15日から10月31日まで、仙台文学館において、「梶原さい子歌集『リアス/椿』―短歌と写真― 」と題し、写真と短歌のコラボレーション展示が行われた。
2017年8月13日から16日まで、気仙沼市の水梨文化館にて、戦後70年の写真展「いのち」を開催 。
2017年9月29日から10月15日まで、仙台文学館2階ギャラリースペースにおいて、「【森の時間】熊谷龍子（短歌）X　佐々木隆二（写真）」
気仙沼出身の歌人とカメラマンによる、ことばと写真のコラボレーションを開催。

## 著書
- 『写真集　風の又三郎』書森舎 2003.

## 写真展
- 「宮沢賢治　こ・と・ばの風景　in センダード」仙台市青年文化センターギャラリー 2009年2月14日～22日 [4]
- 「梶原さい子歌集『リアス/椿』―短歌と写真― 」コラボ展示 仙台文学館　2015年9月15日～10月31日
- 「佐々木隆二写真展『いのち』」気仙沼市・水梨文化館　2017年8月13～16日
- 「【森の時間】熊谷龍子（短歌）X　佐々木隆二（写真）」コラボ展示 仙台文学館2階ギャラリースペース　2017年9月29日～10月15日